# Brides of Destruction
I Brides of Destruction sono un supergruppo statunitense hard rock fondato a Los Angeles nel 2002 dal bassista dei Mötley Crüe Nikki Sixx e dal chitarrista dei L.A. Guns Tracii Guns.

## La Storia

### Le Origini
L'origine dei Brides è intricata: ogni membro della band, ad eccezione del cantante London LeGrand aveva alle spalle una carriera ed una certa notorietà nel campo della musica. Inizialmente, il bassista dei Mötley Crüe, Nikki Sixx, dopo lo scioglimento della sua band, era alla ricerca di altri progetti musicali a cui collaborare. Poco dopo, si incontrò con Tracii Guns degli L.A. Guns, e si mise alla ricerca di un batterista e di un cantante.
Il primo batterista a collaborare con la band fu Kris Kohls (degli Adema), che lasciò la band tuttavia poco prima della registrazione del primo album.
Successivamente fu reclutato come cantante London LeGrand dei Souls of We (band che raggiungerà il successo solo nel 2008).

Inizialmente i membri della band sembrarono d'accordo a nominarsi "Cockstar", ma i programmatori radiofonici ben presto gli annunciarono che non avrebbero potuto annunciare il nome in pubblico, il che avrebbe avuto riscontri sul successo della band. Così, per un breve periodo successivo, la band prese il nome "Motordog", ma dopo poco tempo, un amico di Nikki Sixx suggerì tramite e-mail il nome "Brides of Destruction", che subito piacque alla band.

### Il Primo Album
La band cominciò dunque le prime registrazioni in studio, registrando alcune demo. Khols, il batterista, lasciò la band a novembre del 2002, quindi come batterista venne scelto Scot Coogan, personaggio che si rivelò molto valido a compiere il suo ruolo. Intanto, dopo alcune esibizioni in supporto ad altri gruppi, tra cui Mudvayne e Taproot, la band cercava di creare contratti con diverse etichette di registrazioni. all'inizio del 2003 venne stabilito il contratto con la Sanctuary Records, e venne pubblicato il loro album di debutto, Here Come the Brides alla cui formazione partecipò anche il chitarrista John Corabi, che aveva collaborato in passato con i Mötley Crüe durante gli anni '90. La band scelse come singolo di debutto "Shut the Fuck Up", il cui testo è una protesta contro i politici a favore della guerra contro il terrore.  La traccia, trasmessa poco via radio forse per il testo "scomodo", non ottenne il successo sperato dalla band e fallì nelle classifiche. L'album riuscì comunque ad entrare nella Billboard top 100 vendendo 14 000 copie nella prima settimana.

### Da Runaway Brides ad oggi
Nel 2005 Nikki Sixx lasciò i Brides, per riunirsi coi Mötley Crüe per un tour di supporto ad un nuovo Greatest Hits. Ginger, chitarrista dei The Wildhearts si unì alla band come chitarrista ritmico, e al posto di Sixx venne Scott Sorry degli Amen. Con questa nuova formazione, i Brides ripresero a scrivere canzoni per l'album successivo, Runaway Brides, ma ci furono ancora dei cambi, per cui i due lasciarono la band nell'arco del 2005. Così vennero scelti Jeremy Guns al basso, musicista che stava collaborando coi Brides già da prima che Sorry abbandonasse il gruppo, e Dazzle Rebel alla chitarra.
Venne così pubblicato in quell'anno Runaway Brides, album con notevoli cambi di stile rispetto al precedente, e fu avviato un tour mondiale.
In un'intervista nel 2006, Tracii Guns disse che la situazione della band non era delle migliori, e perciò si sarebbero presi una pausa per almeno un anno. Stando a quello che disse Tracii, il futuro dei Brides è ancora incerto.

## Formazione attuale
- London LeGrand - Voce (2002-oggi)
- Tracii Guns - chitarra e Voce Addizionale (2002-oggi)
- Jeremy Guns - Basso (2005-oggi)
- Scot Coogan - Batteria e Voce Addizionale (2002-oggi)

## Ex componenti
- Nikki Sixx - basso (2002-2004)
- Adam Hamilton - tastiere (2002)
- Kris Kohls - batteria (2002)
- John Corabi - chitarra (2002-2003)
- Ginger - chitarra (2005)
- Scott Sorry - basso (2005)
- Dazzle Rebel - basso (Ha partecipato solo durante il concerto in UK durante il tour del dicembre 2005)

## Discografia
- 2004 - Here Come the Brides
- 2005 - Runaway Brides